# Frederick A. P. Barnard
Frederick Augustus Porter Barnard (Sheffield, 5 de maio de 1809 - Nova Iorque, 27 de abril de 1889) foi um acadêmico e educador americano que serviu como o 10.º presidente da Universidade Columbia, em Nova Iorque. Nascido em Sheffield, Massachusetts, ele se formou na Universidade Yale em 1828 e serviu em uma sucessão de nomeações acadêmicas, incluindo como chanceler da Universidade do Mississippi de 1856 a 1861. Assumiu o cargo de presidente da Universidade Columbia em 1864, onde presidiu uma série de melhorias na universidade até sua morte em 1889. Era também conhecido como autor de textos acadêmicos.

## Juventude
Ele nasceu em 5 de maio de 1809 em Sheffield, Massachusetts. Seu irmão, John G. Barnard, foi um oficial de carreira do Exército dos Estados Unidos que serviu como superintendente da Academia Militar dos Estados Unidos e, mais tarde, como general no Exército da União durante a Guerra de Secessão. Barnard sofria de uma forma hereditária de surdez que se intensificou em seus últimos anos, junto com seu irmão e a maior parte de sua família.
Ele se formou na Universidade Yale em 1828, onde fez estudos astronômicos e foi membro da Linonian Society.

## Carreira

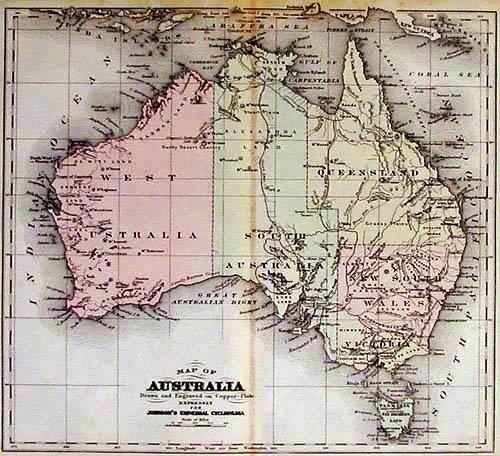
Mapa da Austrália compilado por Arnold Henry Guyot e Frederick Augustus Porter Barnard

Barnard tornou-se um tutor em Yale após sua graduação em 1828. Mais tarde, serviu como professor no Asilo Americano para Surdos e Mudos em Hartford, Connecticut, entre 1831 e 1832, e no Instituto de Nova Iorque para a Instrução de Surdos e Mudos entre 1832 e 1838.
Ensinou na Universidade do Alabama em várias funções de 1838 a 1854, onde foi professor de matemática e filosofia natural até 1848, e professor de química e história natural depois disso. Ocupou também a cadeira de literatura inglesa durante seu tempo na universidade.
Barnard foi ordenado diácono na Igreja Episcopal dos Estados Unidos em 1854. No mesmo ano, assumiu o cargo de professor de matemática e filosofia natural na Universidade do Mississippi, onde finalmente assumiu o cargo de chanceler de 1856 até a eclosão da Guerra de Secessão em 1861, quando renunciou devido a suas simpatias unionistas. Durante seu tempo na universidade, foi sujeito ao escrutínio do Conselho de Curadores por tomar o depoimento de uma escrava contra o de uma estudante que supostamente a havia agredido.
Ele foi enviado a Labrador em 1860 para observar um eclipse solar; em 1862 trabalhou na redução das observações de James Melville Gilliss de estrelas no hemisfério sul, e em 1863 supervisionou a publicação de mapas e cartas da U.S. National Geodetic Survey. Foi eleito Membro Associado da Academia de Artes e Ciências dos Estados Unidos em 1860; como presidente da Associação Americana para o Avanço da Ciência em 1866, como membro do Conselho de Especialistas do Escritório Americano de Minas em 1865, e como membro do Instituto Americano da Cidade de Nova Iorque em 1872. Tornou-se também membro da American Philosophical Society em 1871.

### Columbia College

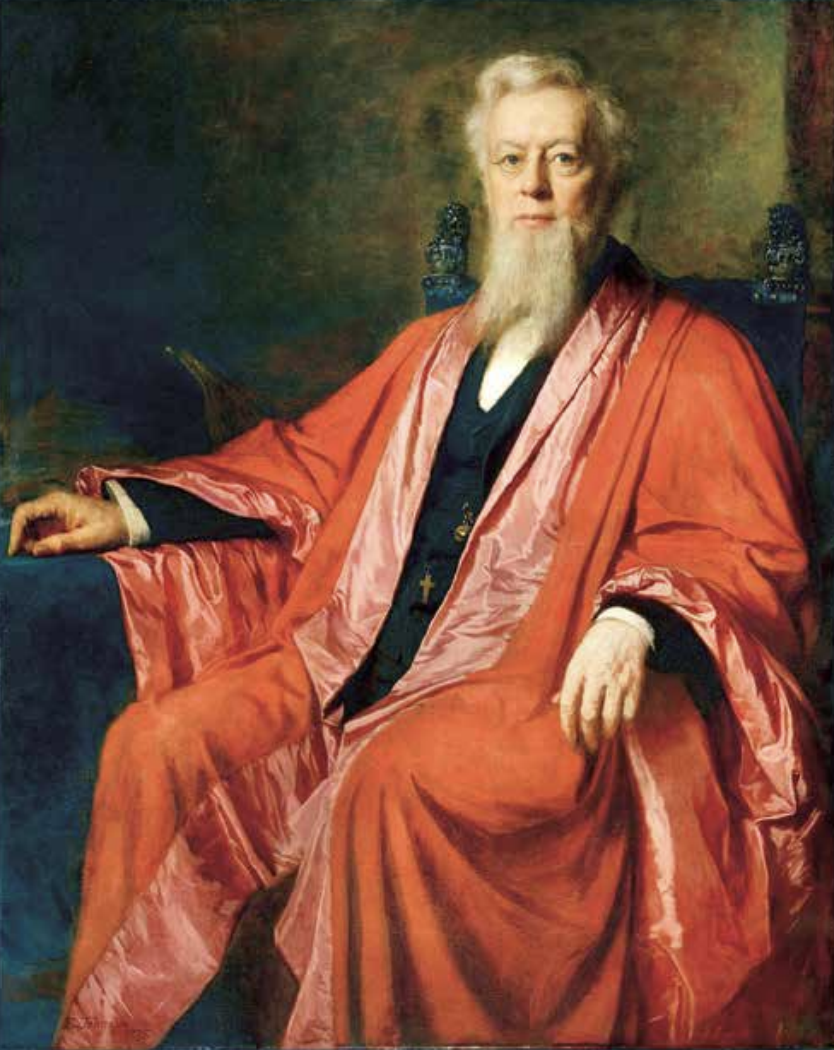
Retrato de Eastman Johnson de Frederick Augustus Porter Barnard, 1886

Barnard serviu como o décimo presidente do Columbia College (atual Universidade Columbia) na cidade de Nova Iorque, ocupando o cargo por um mandato sem precedentes de 25 anos de 1864 a 1889 - mais do que qualquer um de seus antecessores. Durante este período, a faculdade experimentou um rápido crescimento. Novos departamentos foram criados; o sistema eletivo foi amplamente estendido, maiores provisões foram feitas para estudos de pós-graduação e pesquisas originais, e as matrículas aumentaram de aproximadamente 150 alunos para mais de 1000.
O próprio Barnard serviu como estudioso de inglês e clássicos e como especialista nas áreas de matemática, física e química. Ele era conhecido como um orador público habilidoso, com seus relatórios anuais para o Conselho de Curadores, incluindo discussões valiosas sobre problemas educacionais.
Ele também atuou como coeditor-chefe da New Universal Cyclopaedia de Johnson (1876), ao lado de Arnold Henry Guyot. Outros textos de autoria de Barnard incluem Tratado sobre Aritmética (1830), Gramática Analítica com Ilustração Simbólica (1836), Cartas sobre Governo Colegiado (1855), História da Pesquisa Costeira dos Estados Unidos (1857), Progresso Recente na Ciência (1869), e O Sistema Métrico (1871).
Barnard morreu em 27 de abril de 1889 na cidade de Nova Iorque. Em seu testamento, a maior parte de seus bens foi deixada para o Columbia College.

## Legado
Barnard se esforçou para estender os privilégios educacionais às mulheres que normalmente eram reservados aos homens, e a fundação do Barnard Women's College, após sua morte, foi feito em sua homenagem.
O Observatório Barnard, um dos poucos edifícios da Universidade do Mississippi que sobreviveu à Guerra Civil Americana, também foi nomeado em sua homenagem.

### Medalha Barnard por Serviços Meritórios à Ciência
A Medalha Barnard por Serviços Meritórios à Ciência foi criada em 1889 de acordo com as instruções de seu testamento e foi concedida pela Universidade Columbia a cada cinco anos, a partir de 1895.